# Ön, Limhamn

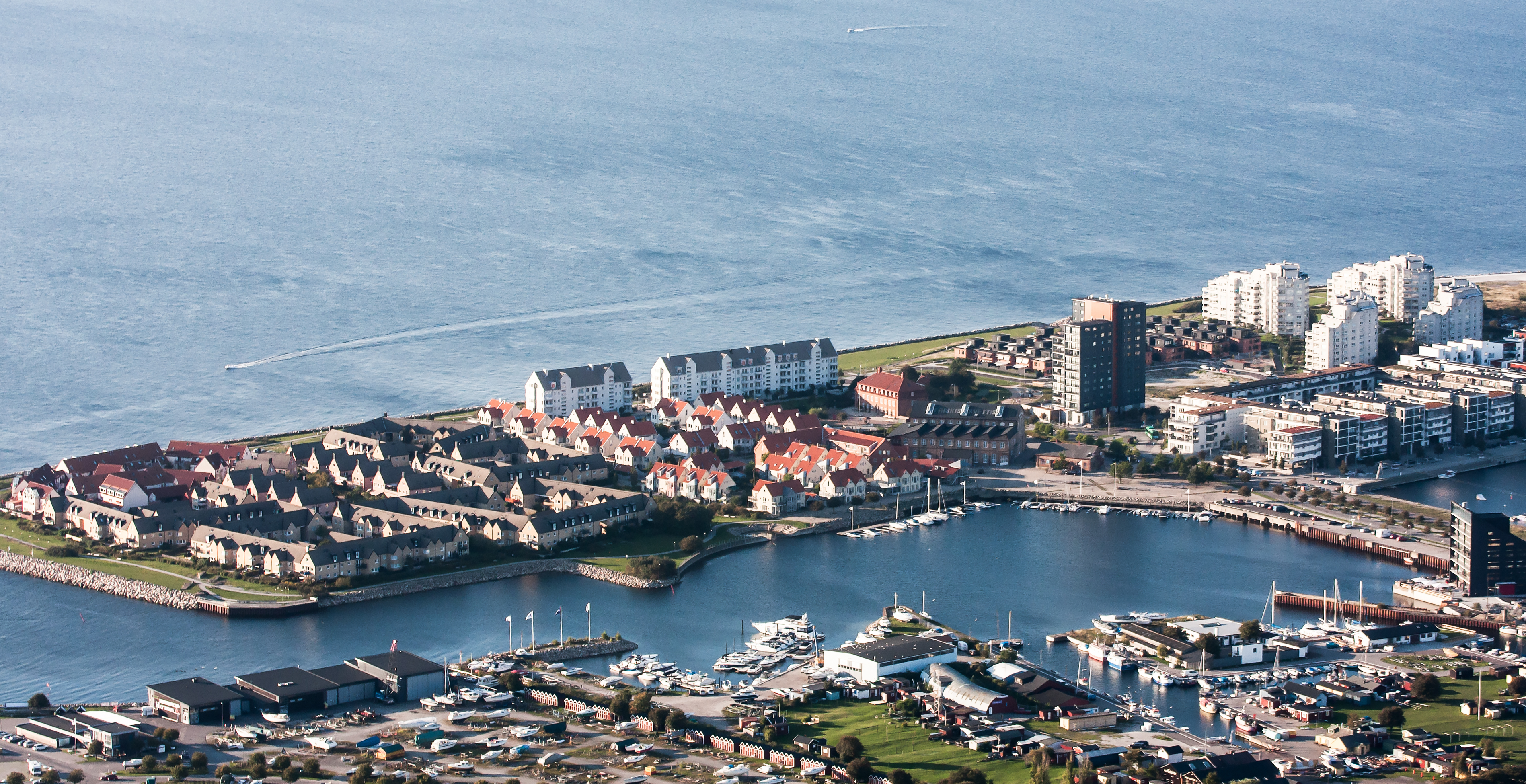
Den bebyggda delen av Ön. Vägförbindelsen med fastlandet syns i bildens högerkant.

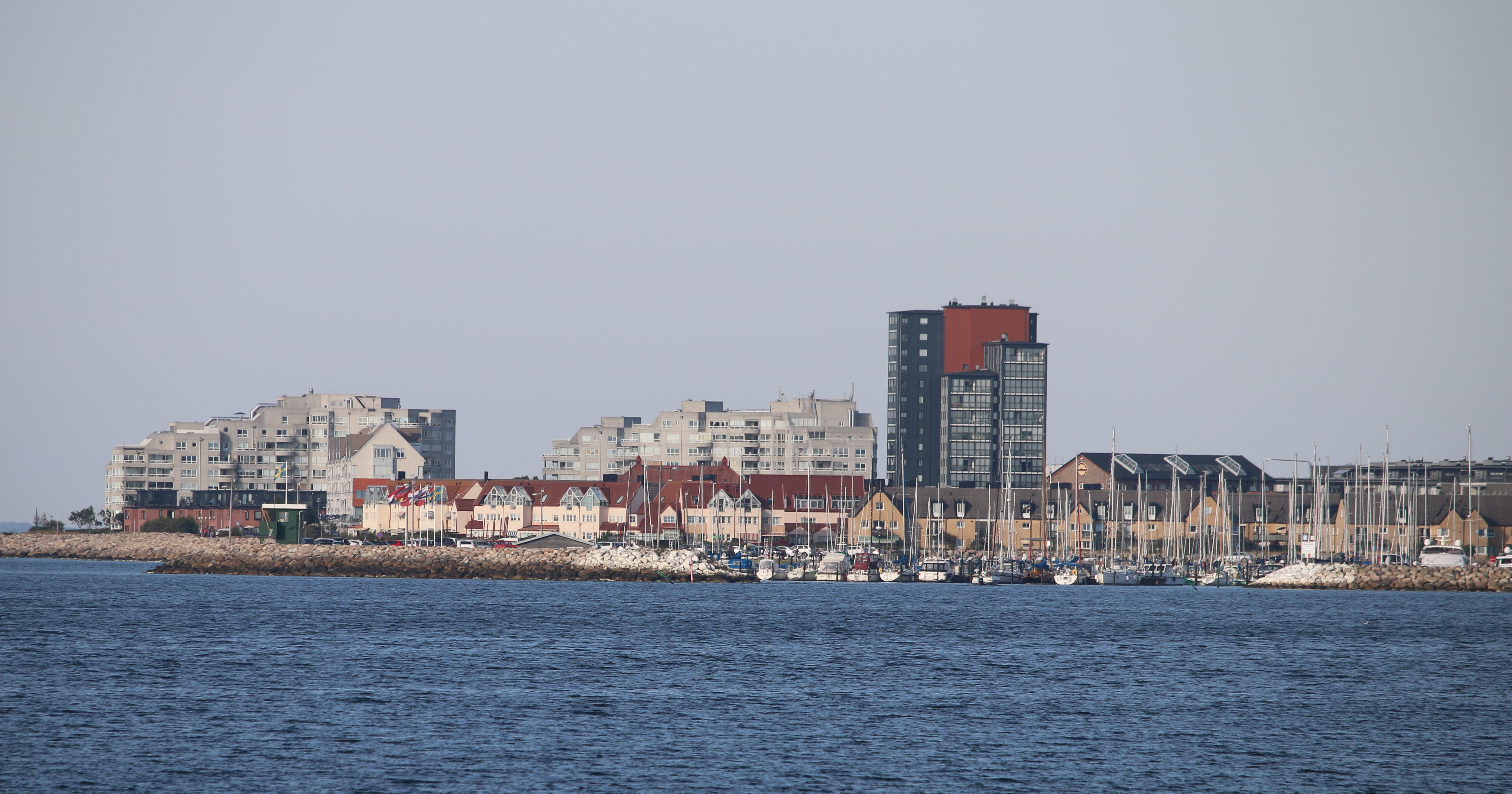
Ön från Lernacken.

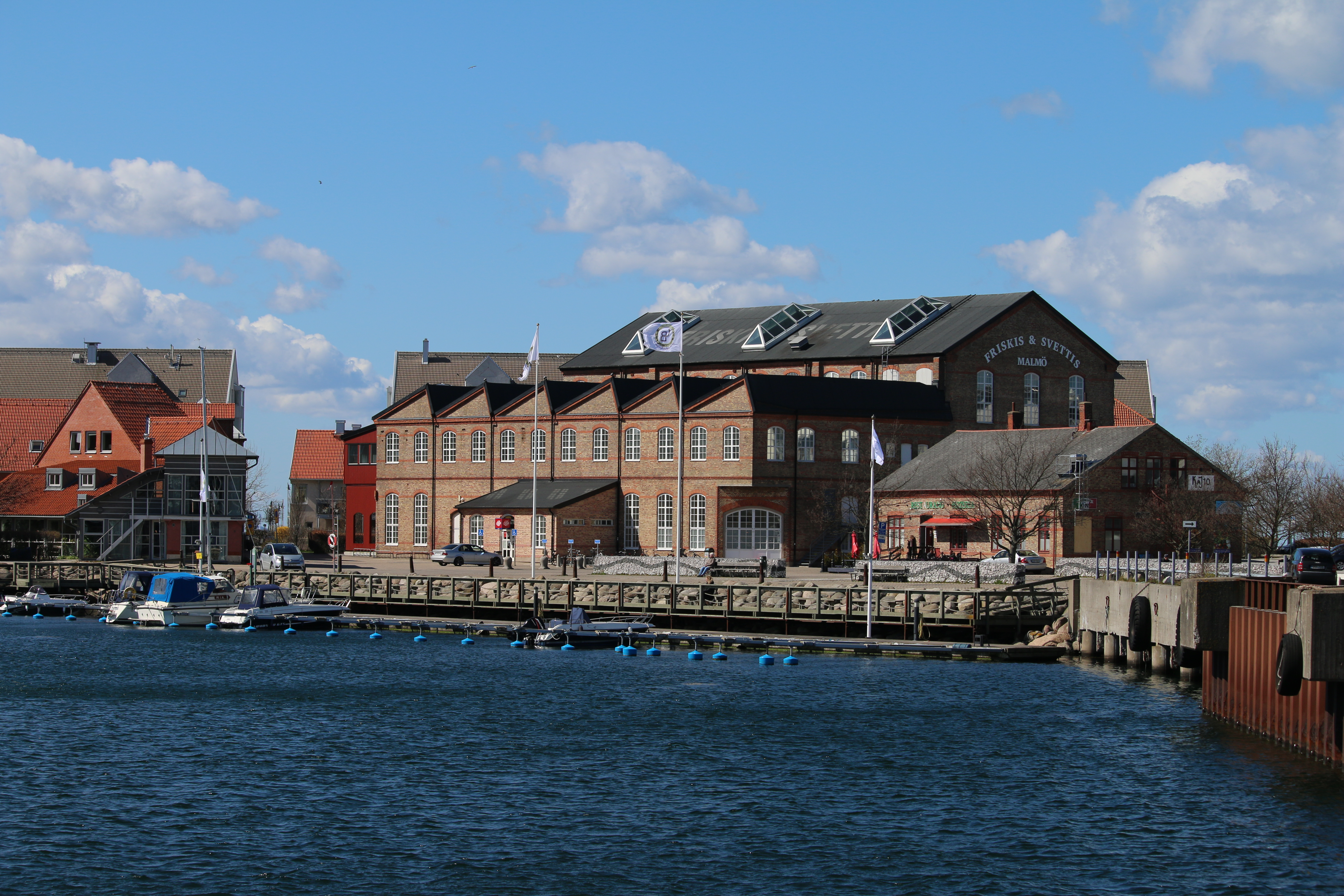
Fabriksbyggnaden, som nu används av Friskis&Svettis.

Ön i Limhamn ligger i stadsdelen Limhamn-Bunkeflo i sydvästra Malmö kommun. Idag finns inte en bro utan en kort vägbank mellan Ön och Limhamn, så rent tekniskt är Ön en halvö.
Under tiden som kalk bröts för cementproduktion i Limhamns kalkbrott användes området för dumpning av slaggprodukter, och lade därmed grunden för en ny konstgjord ö.
Under första hälften av 1900-talet har olika industriella verksamheter bedrivits här: skeppsvarv (1916–1921) och flygplansproduktion (1925–1935). Två av kontorsbyggnaderna och en fabriksbyggnad står kvar idag och hyser Skolan på Ön, en närlivsbutik samt ett Friskis & Svettis.
Ön delas i en nordlig och en sydlig del genom Övägen.
Den norra delen av Ön började bebyggas i början av 1990-talet med flerbostadshus, den södra delen bebyggdes i slutet av 1990-talet. 
Ön används idag mycket till bostäder men har som sagt även skolan på ön och Friskis & Svettis. Ön är även känd för sportfiske och många fiskar på norra delen av ön. Där är även fiskebåtar som många väljer ta turer med. På ön brukar man även dyka och ta dykningskurser och det finns ett vrak utanför norra ön som många vill dyka ner och titta på. Några företag finns också på ön som massage, frisör och pizzeria. 